# شهربازی (رمان)
شهربازی رمانی از حمید یاوری است. این کتاب در سال ۱۳۸۲ نامزد چهارمین دورهٔ جایزهٔ منتقدان و نویسندگان مطبوعاتی در بخش بهترین رمان و نیز نامزد سومین دورهٔ جایزهٔ هوشنگ گلشیری در بخش بهترین رمان اول شد.

## شخصیت‌ها
شخصیت اصلی رمان پزشکی به نام فرهاد است. وی به همراه سه رفیق خود به نام‌های هادی، پرویز و گلبن که یک پناهندهٔ افغان است در خانه‌ای در نزدیکی میدان تجریش تهران زندگی می‌کند. بلوطی بازجوی وزارت اطلاعات است که از وی بازجویی می‌کند. مینا بیمار وی به اسکیزوفرنی مبتلاست. ملوکی زنی است که گلبن در خانهٔ وی کار می‌کند و باید برای وی قصه تعریف کند. سارا دختری دانشجو است که وارد زندگی وی می‌شود و پیش از وی با پسری کُرد به نام سعید (شورش) دوست بوده‌است. شورش و سارا در جریان یک اعتراض دانشجویی تحت پیگرد وزارت اطلاعات قرار می‌گیرند. سارا دستگیر و سپس آزاد می‌شود و شورش در نهایت کشته می‌شود. فرهاد برادری دارد که پیشتر اعدام شده‌است و برای غوطه خوردن در خاطرهٔ وی به کافه ستاره در خیابان کاخ تهران (فلسطین سابق) می‌رود که زمانی پاتوق وی بوده‌است.

## داستان
فرهاد که یک پزشک است به همراه دوستانش به نام‌های هادی، پرویز و گلبن در خانه‌ای متروک در نزدیکی میدان تجریش در تهران زندگی می‌کند که متعلق به آن‌ها نیست. پرویز اعتیاد شدیدی دارد و هادی که به اسکیزوفرنی مبتلاست، در ذهن خود به خلق داستانی مشغول است. گلبن پناهنده ای افغان است که توسط دوستانش به پیرزنی به نام ملوکی فروخته می‌شود تا برای وی قصه تعریف کند. فرهاد در حالی که به جای برادر پرویز در مغازهٔ لوازم التحریرفروشی وی پشت دخل ایستاده‌است توسط مأموران وزارت اطلاعات بازداشت می‌شود و وادار به نوشتن داستانی می‌گردد. وی در جریان بازجویی تحت فشار قرار می‌گیرد تا در ارتباط با یکی از بیمارانش به نام مینا که به اسکیزوفرنی مبتلاست و تصور می‌کند ۲۵ عدد جن دارد، داستانی بنویسد. مینا در جریان یک اعتراض دانشجویی در دانشگاه تهران شرکت داشته‌است. هر بار سرپیچی وی از خواست بازجو موجب می‌شود تا در یک محفظهٔ تنگ که «گاودونی» نامیده می‌شود زندانی شود. به وی اجازه داده می‌شود تا برای تعقیب شخصیت‌های داستان از بازداشتگاه خارج شود. حتی به وی مأموریت داده می‌شود تا با سارا که دوست‌دختر دانشجویی کُرد به نام سعید (شورش) است رابطه برقرار کند تا اطلاعات از طریق وی شورش را به دام بیندازد. فرهاد به کافه ستاره در خیابان کاخ تهران رفت‌وآمد می‌کند تا خاطرهٔ برادرش را که توسط حکومت اعدام شده‌است شاهد باشد. بازجویی فرهاد در سلول انفرادی همراه با نقد داستان وی صورت می گرد و جلسهٔ نقد داستان/اعتراف وی در سلول انفرادی وی برگزار می‌شود. پایان بندی داستان با بازجویی از فرهاد زیر پل چهارراه پارک‌وی، بازگشت گلبن به افغانستان، ابتلای پرویز به ایدز، قتل شورش و ابتلای فرهاد به اسکیزوفرنی همراه می‌شود و به صورت نمادین با مرگ آرتوش صاحب ارمنی کافه و تخریب کافه که پاتوق برادر اعدامی فرهاد است، بیان می‌گردد. در نهایت راوی به خیالی بودن بخش‌های زیادی از داستان/اعتراف خود اعتراف می‌کند و صحت بخش‌هایی از رمان را زیر سؤال می‌برد.

## جایزه
شهربازی در سال ۱۳۸۲ نامزد چهارمین دورهٔ جایزهٔ منتقدان و نویسندگان مطبوعاتی در بخش بهترین رمان شد. همچنین این رمان یکی از سه نامزد بخش رمان اول در سومین جایزهٔ ادبی هوشنگ گلشیری در سال ۱۳۸۲ بود که در نهایت هیچ‌یک از این سه رمان شایستهٔ دریافت جایزه دانسته نشد.

## زمینهٔ سیاسی
رمان شهربازی داستان نسلی را روایت می‌کند که جوانی خود را در سال‌های میانی دههٔ ۷۰ خورشیدی در ایران در فضایی اختناق زده گذراندند. داستان بر بستر حوادث کوی دانشگاه تهران در سال ۱۳۷۸ روایت می‌شود و سرنوشت شخصیت‌های درگیر آن، هر یک گویای سرنوشت بخشی از نسل سوم پس از انقلاب و سرخوردگی سیاسی نسل جوان ایران است. شهربازی همچنین نخستین کتابی است که در آن به تجدید حیات گرایش مارکسیستی در جنبش دانشجویی ایران در دههٔ ۱۳۸۰ اشاره می‌شود:
«... حالا داشتند پاپوش گل گشادی برای دانشجوهای مظنون می‌دوختند؛ و حتماً هم قرار است مدارک عجیب و غریبی دست و پا کنند. وگرنه دلیلی نداشت بلوطی به من بگوید دربارهٔ جریان‌های دانشجویی مارکسیست هم که تازگی‌ها فعال شده‌اند اگر خواستی داستان بنویسی بد نیست. این حرف‌ها بودار است.»

## مشخصات چاپ
- یاوری، حمید، شهربازی، تهران: فرخ نگار وابسته به مؤسسهٔ فرهنگی هنری کارنامه، چاپ یکم: ۱۳۸۱.[۷]

شهربازی پس از چاپ اول دیگر تجدید چاپ نشد.